# Sierra de Arangio
La sierra de Arangio es una elevación del norte de la península ibérica. Situada en la parte septentrional de la provincia de Álava, le sirve de límite natural con la de Vizcaya.

## Descripción
La sierra, cuyas elevaciones más destacadas son los picos de Orisol y Santikurutz, le sirve a la provincia de Álava de límite natural con la de Vizcaya. Aparece descrita en el segundo volumen del Diccionario geográfico-estadístico-histórico de España y sus posesiones de Ultramar de Pascual Madoz con las siguientes palabras:

ARANGIO: sierra elevada en la parte N. de la prov. de Alava, y una de las que forman cord. con la de San Adrian: cruza por el valle de Aramayona, y contribuye á designar el lim. de Alava y Vizcaya.
(Madoz, 1845, p. 429)